# Ajin
Ajin (亜人) é uma série de mangá escrita e ilustrada por Gamon Sakurai. Foi adaptada em uma trilogia de filmes de anime. Uma adaptação em uma série de anime produzida pela Polygon Pictures foi exibida entre janeiro e abril de 2016, com a segunda temporada estreando em outubro do mesmo ano. Uma adaptação em filme live-action foi lançada em 30 de setembro de 2017.

## Enredo
A história acompanha a vida de um estudante chamado Kei Nagai, que descobre ser um "Ajin" após ser atropelado por um caminhão. Os "Ajin" são pessoas dotadas de poder extremo de recuperação e regeneração, sendo consideradas imortais. Consequentemente, são vistos como criaturas não humanas e perigosos para a humanidade, sendo perseguidos e capturados pelo governo.

## Mídia

### Mangá
A série começou sendo publicada na revista good! Afternoon da Kodansha, em 2012. Inicialmente o mangá havia sido escrito por Tsuina Miura, mas após o primeiro volume, seu nome não foi mais mencionado nos créditos do mangá, e sim por Gamon Sakurai.
Em fevereiro de 2014, foi anunciado que a Vertical adquiriu a série para os países anglófonos. Em 15 de março de 2014, a Crunchyroll lançou os dois primeiros capítulos do mangá, intitulado Ajin: Demi-Human.
No Brasil, é licenciado e publicado pela editora Panini Comics desde julho de 2016.

### Filme
A trilogia cinematográfica da série foi anunciada em junho de 2015. Os filmes serão realizados por Hiroaki Ando e escritos por Hiroshi Seko, com a animação feita pelo estúdio Polygon Pictures. O primeiro filme, Ajin: Shōdō (Ajin: Impulso), estreou no Japão em 27 de novembro de 2015. Este filme é uma copilação dos seis primeiros episódios da série de TV. O segundo filme, Ajin: Shōtotsu (Ajin: Colisão), irá estrear no Japão em 6 de maio de 2016, e o terceiro e último filme da trilogia, Ajin: Shōgeki (Ajin: Conflito), estreou em 23 de setembro de 2016.

#### Elenco
| Personagem       | Seiyū              | Dublador                                          |
| ---------------- | ------------------ | ------------------------------------------------- |
| Kei Nagai        | Mamoru Miyano      | Diego Marques                                     |
| Kaito            | Yoshimasa Hosoya   | Diego Lima                                        |
| Satō             | Hōchū Ōtsuka       | Marcelo Pissardini                                |
| Yū Tosaki        | Takahiro Sakurai   | Sílvio Giraldi                                    |
| Izumi Shimomura  | Mikako Komatsu     | Fernanda Bullara                                  |
| Kōji Tanaka      | Daisuke Hirakawa   | Ricardo Sawaya (1ª voz) Ramon Campos (2ª voz)     |
| Eriko Nagai      | Aya Suzaki         | Agatha Paulita (1ª voz) Priscila Franco (2ª voz)  |
| Ikuya Ogura      | Hiroyuki Kinoshita | Cassius Romero                                    |
| Ko Nakano        | Jun Fukuyama       | Vinícius Fagundes                                 |
| Takeshi Kotobuki | Saito Souma        | Thiago Longo                                      |
| Sokabe           | Kenichi Suzumura   | Dado Monteiro                                     |
| Coronel Kouma    | Itaru Yamamoto     | Zeca Rodrigues                                    |
| Douglas Almeida  | Toshiyuki Morikawa | Fábio Azevedo                                     |
| Carly Meyers     | Maaya Sakamoto     | Letícia Quinto                                    |
| Professor Futoi  | Shou Koneri        | Júnior Nannetti                                   |
| Professor Kishi  | Minoru Inaba       | Luiz Antônio Lobue                                |
| Professor Wakai  | Shogo Nakamura     | Sérgio Corcetti                                   |
| Masumi Okuyama   | Hiroyuki Yoshino   | Gabriel Noya                                      |
| Takahashi        | Masashi Nogawa     | Wellington Lima                                   |
| Gen              | Daigo Fujimaki     | Spencer Toth                                      |
| Araki            | Tooru Sakurai      | Glauco Marques                                    |
| Hirasawa         | Atsuyoshi Miyazaki | César Marchetti                                   |
| Suzumura         | Shougo Nakamura    | Dlaigelles Riba                                   |
| Manabe           |                    | Raul Rosa                                         |
| Kuroki           | Masaaki Yano       | Ricardo Fábio (1ª voz) Márcio Marconato (2ª voz)  |
| Yuuwa Tokui      | Tohru Ookawa       | Mauro Ramos                                       |
| Repórter         | Ayaka Asai         | Tatiane Keplmair                                  |
| Nomura           | Kazuhiro Fusegawa  | Márcio Vaz                                        |
| Nekozawa         | Masashi Nogawa     | Renato Soares (1ª voz) Marcelo Caodaglio (2ª voz) |
| Hanae Yamanaka   | Tamie Kubota       | Rosana Beltrame                                   |

### Anime
A série de televisão de anime estreou em janeiro de 2016 e foi produzido pela mesma equipa que produziu os três filmes. A série foi transmitida nos canais MBS, TBS, CBC e BS-TBS e teve treze episódios. A série foi transmitida pela Netflix, a partir de 12 de abril de 2016 teve dublagens em inglês, espanhol, francês, alemão e português. A música de abertura é "Yoru wa Nemureru kai?" por Flumpool, e a música tema de encerramento é "HOW CLOSE YOU ARE" por Mamoru Miyano. Um episódio OVA será lançado junto com o nono volume do mangá que será lançado em 7 de outubro de 2016. Em outubro de 2016 estreou a segunda temporada do anime.

## Recepção
No sítio Comic Natalie, a série ficou em terceiro lugar na pesquisa de melhor manga de 2013. O terceiro volume ficou em sexto lugar entre os mangas mais vendidos da Oricon. Numa pesquisa feita com quatrocentos especialistas e editoras de manga, a série ficou na terceira posição da lista dos vinte melhores para leitores do sexo masculino no guia Kono Manga ga Sugoi!.
A série foi nomeada para o Prémio dos Leitores na décima oitava edição do Prémio Cultural Osamu Tezuka e para a categoria de melhor manga geral na trigésima oitava edição do Prêmio de Mangá Kōdansha.

## Lista Volumes
| - 1. Sobre a descoberta e suas ações posteriores - 2. Sobre o fenômeno durante a madrugada, no primeiro dia - 3. Sobre a fuga e a ameaça - 4. Sobre o interrogatório e colaborador - 5. Sobre a manifestação e a organização | - 1. 発覚とその後の行動について (Hakkaku to Sonogo no Kōdō ni Tsuite) - 2. １日目、深夜の事象について (1-Nichi-me, shinya no jishō ni tsuite) - 3. 逃走と脅威について (Tōsō to Kyōi ni Tsuite) - 4. 尋問と協力者について (Jinmon to Kyōryoku-sha ni Tsuite) - 5.発現と組織について (Hatsugen to Soshiki ni Tsuite) |

| - 6. Mudança de ideia - 7. 003 - 8. Blindness - 9. Killtacular - 00. Incidente Shinya Nakamura | - 6. 心機一転 (Shinki Itten) - 7. 003 - 8. Blindness - 9. キルタキュラー (Kirutakyurā) - 00. 中村慎也事件 (Nakamura Shin’ya Jiken) |

| - 10. O verdadeiro Kei Nagai 1 - 11. O verdadeiro Kei Nagai 2 - 12. O verdadeiro Kei Nagai 3 - 13. Plano A - 14. Bastidores | - 10. 本当の永井 圭１ (Hontō no Nagai Kei １) - 11. 本当の永井 圭２ (Hontō no Nagai Kei ２) - 12. 本当の永井 圭３ (Hontō no Nagai Kei ３) - 13. 作戦A (Sakusen A) - 14. 舞台裏 (Butaiura) |

| - | - 15. ファイター (Faitā) - 16. 逃亡者 (Tōbō-sha) - 17. ダブルチーム (Daburu Chīmu) - 18. フリンジ (Furinji) - 19. 派手に行こうぜ！ (Hade ni Ikōze!) |

| - | - 20. サッカーパンチ (Sakkā Panchi) - 21. バトルフィールド バッドカンパニー (Batorufīrudo Baddo Kanpanī) - 22. 亜人 (Ajin) - 22.5. 亜人② (Ajin 2) - 23. 選ばれた男 (Erabareta Otoko) - 24. Come with Me!! |

| - | - 25. 初日 (Shonichi) - 26. Genius…?! - 27. 下村 泉 (Shimomura Izumi) - 27.5. 下村 泉② (Shimomura Izumi 2) - 28. 壁 (Kabe) |

| - | - 29. Listen!! - 30. Call of Duty - 31. Don't say 'lazy' - 31.5. Don't say 'lazy' 2 - 32. 攻撃開始 (Kōgeki Kaishi) - 33. 無敵 (Muteki) |

| - | - 34. スプリンターセル (Supurintā Seru) - 35. The Man Trap - 35.5. The Man Trap 2 - 36. Doom - 37. シャドウラン (Shadōran - 38. バトルフィールドハードライン (Batorufīrudo Hādorain) |

| - | - 39. バトルフィールドハードライン 2 (Batorufīrudo Hādorain 2) - 40. バトルフィールドハードライン 3 (Batorufīrudo Hādorain 3) - 41. 祭りのあと (Matsuri no Ato) - 42. 平沢 (Hirasawa) - 43. ケンカ (Kenka) |

| - | - 44. 血筋 (Chisuji) - 45. U & I - 46. おはよう、またあした (Ohayō, Mata Ashita) - 47. Call of Duty: Infinite Warfare - 48. 負け犬共 (Makeinu Domo) |

| - | - 49. スティープ ロード (Sutīpu Rōdo) - 50. 約束の地 (Yakusoku no Chi) - 51. フューリー (Fyūrī - 52. When, Where, Who - 53. コンヴィクション (Konvikushon) |

| - | - 54. 大義 (Taigi) - 54.5. 大義2 (Taigi 2) - 54.6. 大義3 (Taigi 3) - 55. パラダイス (Paradaisu) - 55.5. パラダイス2 (Paradaisu 2) - 56. Rolling Star - 57. 論理を越えて (Ronri wo Koete) |